# Chika Aoki
Chika Aoki (青木千佳 Aoki Chika?), n. 21 februarie 1990, Prefectura Fukui, Japonia) este o scrimeră japoneză specializată pe sabie.
În sezonul 2014–2015 a cucerit medalia de argint la Campionatul Asiatic, după ce a fost învinsă în finală de chineza Shen Chen. În martie 2016 s-a calificat pentru Jocurile Olimpice de vară din 2016 de la Rio de Janeiro.

## Palmares
Clasamentul la Cupa Mondială
| An  | 2011 | 2012 | 2013 | 2014 | 2015 |
| --- | ---- | ---- | ---- | ---- | ---- |
| Loc | 119  | 286  | 85   | 152  | 31   |